# Frank Voß
Frank Voß (* 11. Dezember 1962 in Hamburg) ist ein deutscher Schauspieler, Theaterregisseur und Hörspielsprecher.

## Leben
Von 1979 bis 1982 absolvierte Frank Voß zunächst eine Ausbildung zum Bankkaufmann in seiner Geburtsstadt, ehe er sich von 1986 bis 1988 von Maria Körber zum Schauspieler ausbilden ließ. Zusätzlich nahm er Gesangsunterricht bei Silke Nikowski. In der Spielzeit 1988/89 debütierte Voß am Bamberger E.T.A.-Hoffmann-Theater, weitere Stationen seiner Bühnenlaufbahn waren das Stadttheater Ingolstadt, das Theater Dortmund, das Schauspiel und das Theater im Bauturm in Köln, das Theater Bielefeld, das Grenzlandtheater Aachen, das Bonner Contra-Kreis-Theater, in Frankfurt/Main die Komödie und das Fritz Rémond Theater sowie das Alte Schauspielhaus Stuttgart.
Voß spielte so unterschiedliche Rollen wie den Jerry in Edward Albees Zoogeschichte, den Tempelherrn in Nathan der Weise von Gotthold Ephraim Lessing, die Titelrolle in William Shakespeares Drama Macbeth, den George in Wer hat Angst vor Virginia Woolf? von Edward Albee, Werner Heisenberg in Kopenhagen von Michael Frayn oder den Selim Bassa in Wolfgang Amadeus Mozarts Singspiel Die Entführung aus dem Serail.
An verschiedenen Bühnen verkörperte Voß auch wiederholt die Figur des Wolf Heider in der Komödie Frau Müller muss weg von Lutz Hübner. Am Contra Kreis Theater und am Fritz Rémond Theater führte er gleichzeitig auch Regie. Weiter inszenierte Voß in Aachen, unter anderem Friedrich Schillers Drama Maria Stuart. Seine Inszenierungen von Macbeth in der Fassung von Heiner Müller und Roland Topors Winter unterm Tisch am Eduard-von-Winterstein-Theater in Annaberg-Buchholz erhielten Einladungen zum Sächsischen Theatertreffen.
Insbesondere seit Beginn der 2000er Jahre arbeitet Frank Voß auch umfangreich vor der Kamera. Hier sah man ihn in Filmen wie Die Wilden Hühner, dem Zweiteiler Contergan oder dem Filmdrama Jahr des Drachen. Auch in bekannten Serien wird und wurde Voß häufig als Gastdarsteller besetzt, so in Stadtklinik, Die Pfefferkörner, SOKO Köln oder Pastewka. Wiederkehrende Charaktere spielte er in den Serien Alle Jahre wieder, Danni Lowinski, Der Lehrer und Die Anrheiner.
Daneben ist Frank Voß in der Werbung tätig und arbeitet als Hörspielsprecher. Er ist Vater eines Sohnes und lebt in der Nähe von Köln.

## Filmografie
- 1992: Marienhof – Jagd nach dem Diamanten
- 1995: Stadtklinik (2 Folgen als Konstantin Baumann)
- 2001: Verbotene Liebe (6 Folgen als Dr. Bernhard Wagner)
- 2003: Der zehnte Sommer
- 2004: Familie Heinz Becker – Ex und Hopp
- 2005: Alarm für Cobra 11 – Die Autobahnpolizei – Feueralarm
- 2004: Verbotene Liebe (2 Folgen als Michael Franzen)
- 2004–2008: Die Anrheiner (Folge 319–499 als Sascha Neumann)
- 2005: Das Lächeln der Tiefseefische
- 2006: Die Wilden Hühner
- 2006: Die Wache – Zahn um Zahn
- 2006: Die Familienanwältin – Hinter dem Spiegel
- 2006: Der Liebeswunsch
- 2007: Die Wilden Hühner und die Liebe
- 2007: Hilfe! Hochzeit! – Die schlimmste Woche meines Lebens (zwei Folgen als Björn)
- 2007: Teufelsbraten
- 2007: SOKO Köln – Alte Freunde
- 2007: Lindenstraße – Zorro
- 2007: Contergan
- 2008: Dr. Psycho – Die Bösen, die Bullen, meine Frau und ich – Gammelfleisch
- 2009–2013: Der Lehrer (acht Folgen als Holger Wenker)
- 2009: Deutschland 09
- 2009: Tatort – Platt gemacht
- 2009: Die Pfefferkörner – Unschuldig
- 2009: Unter Bauern – Retter in der Nacht
- 2009: Pastewka – Der Brühwürfel
- 2010–2013: Alle Jahre wieder
- 2010–2014: Danni Lowinski (3 Folgen als Richter Osterloher)
- 2010: Countdown – Die Jagd beginnt – Sniper
- 2010: Henri 4
- 2010: Unter dir die Stadt
- 2011: Die Ausbildung
- 2011: SOKO Köln – Näher mein Gott zu dir
- 2011: Ein guter Sommer
- 2012: Wilsberg – Die Bielefeld-Verschwörung
- 2013: Jahr des Drachen
- 2013: Das Adlon. Eine Familiensaga (3. Teil)
- 2013: Die Pfefferkörner – Mutproben
- 2015: Tatort – Schwanensee
- 2016: Hotel Heidelberg – Kramer gegen Kramer
- 2016: Alarm für Cobra 11 – Die Autobahnpolizei – Tödlicher Profit
- 2016: Heldt – Jagd auf roter Pullover
- 2017: Der Staatsanwalt – Tod per Kurier

## Hörspiele
- 2002: Jakob der Lügner – Autor: Jurek Becker – Regie: Claudia Johanna Leist
- 2002: Die Räuber vom Liang Schan Moor (1. und 3. Teil) – Autor: Karlheinz Koinegg – Regie: Martin Zylka
- 2009: Kap der Finsternis – Autor: Roger Smith – Regie: Martin Zylka
- 2010: Captain Crunch – Autoren: Evrim Sen und Denis Moschitto – Regie: Thomas Leutzbach
- 2010: Krabat – Autor: Otfried Preußler – Regie: Angeli Backhausen
- 2011: Was dein Name verbirgt – Autorin: Clara Sánchez – Regie: Claudia Johanna Leist
- 2011: Das fünfte Flugzeug – Autor: John S. Cooper – Regie: Andreas von Westphalen
- 2011: Bruno, Chef de Police – Autor: Martin Walker – Regie: Martin Zylka